# Golfo della Jana
Il golfo della Jana (in russo Янский залив, Janskij zaliv?) è il più importante golfo del mare di Laptev. Si trova nella repubblica russa della Sacha-Jacuzia, a est del golfo di Buor-Chaja, tra capo Buor-Chaja (мыс Буор-Хая), a ovest, e il golfo dell'Ėbeljach (Эбеляхская губа), a est. Prende il suo nome dal fiume Jana che sbocca al centro del golfo con il suo grande delta (10.200 km²).

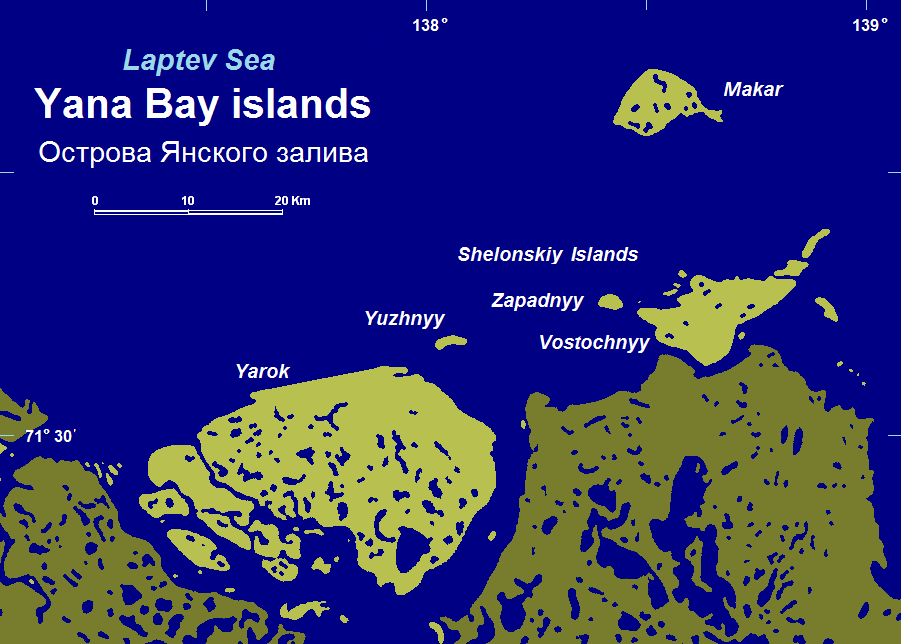
Le isole del golfo della Jana

Nel golfo si trovano diverse isole, la più grande delle quali è l'isola Jarok poi ci sono le Šelonskie e Makar. A est di queste isole si trova una vasta insenatura che si estende verso sud, la baia Selljachskaja  (Селляхская губа) e a nord di quest'ultima la baia Van'kina (губа Ванькина).
Il mare nel golfo della Jana è ghiacciato per nove mesi all'anno, e le isole costiere per la maggior parte del tempo sono un tutt'uno con la terraferma.

## Storia
La regione del delta della Jana è uno dei primi luoghi in cui vi è evidenza di insediamenti umani nella regione artica, che risalgono a 30.000 anni fa (12.000 anni prima dell'ultimo periodo di glaciazione).
Nel 1712, gli esploratori Jakov Permjakov e Merkurij Vagin hanno attraversato il golfo sul ghiaccio, con i cani da slitta, dalla foce del fiume Jana fino all'isola Bol'šoj Ljachovskij per esplorare quest'ultima. Vagin e Permjakov sono stati uccisi sulla via del ritorno dai membri della spedizione che si erano ammutinati.
Negli anni 1892-1894 il barone Eduard von Toll, accompagnato da Aleksandr Aleksandrovič Bunge, ha condotto un'esplorazione nel golfo per conto dell'Imperiale Accademia russa delle scienze, al fine di effettuare studi geologici nella zona, come parte di una vasta campagna che comprendeva anche i bacini dell'Indigirka e del Kolyma.